# جلان إي. باكستر
جلان إي. باكستر (بالإنجليزية: Glen Baxter)‏ هو رياضياتي أمريكي، ولد في 19 مارس 1930 في منيابولس في الولايات المتحدة، وتوفي في 30 مارس 1983.